# 廣播金鐘獎教育文化節目獎
廣播金鐘獎教育文化節目獎是由文化部影視及流行音樂產業局在臺灣舉辦的現行頒發獎項。

## 歷屆得獎暨入圍名單
|  | 獲獎者 |

### 文教資訊節目獎（第38屆～第43屆）
| 年度 （屆數）   | 廣播作品                                               |
| --------------- | ------------------------------------------------------ |
| 2003 （第38屆） | 《與自然共舞》／高雄廣播電臺                           |
| 2003 （第38屆） | 《山中行》／正聲廣播公司台東廣播電台                   |
| 2003 （第38屆） | 《民族萬花筒》／漢聲廣播電台台北總台                   |
| 2003 （第38屆） | 《寶貝魔法秀》／內政部警政署警察廣播電臺               |
| 2003 （第38屆） | 《聽台灣在唱歌》／亞太廣播股份有限公司                 |
| 2004 （第39屆） | 《愛樂陣線》／台北愛樂                                 |
| 2004 （第39屆） | 《世紀台灣》／中央電台                                 |
| 2004 （第39屆） | 《什麼是音樂》／台北愛樂                               |
| 2004 （第39屆） | 《與自然共舞》／高雄電台                               |
| 2004 （第39屆） | 《用心聽宜蘭》／正聲宜蘭台                             |
| 2005 （第40屆） | 《美在台南》／國防部政治作戰總隊漢聲廣播電臺台南臺     |
| 2005 （第40屆） | 《典藏台灣》／財團法人中央廣播電台                     |
| 2005 （第40屆） | 《恩典廚房》／財團法人佳音廣播電臺                     |
| 2005 （第40屆） | 《心靈之歌》／內政部警政署警察廣播電臺                 |
| 2005 （第40屆） | 《與自然共舞》／高雄廣播電臺                           |
| 2006 （第41屆） | 《台灣文學作家--現代散文家系列》／財團法人中央廣播電臺 |
| 2006 （第41屆） | 《四季風情畫》／高雄廣播電臺                           |
| 2006 （第41屆） | 《音樂浮生錄》／復興廣播電台                           |
| 2006 （第41屆） | 《尋找那魯灣--律動的音樂專輯》／財團法人中央廣播電臺   |
| 2006 （第41屆） | 《聽心靈在唱歌》／正聲廣播股份有限公司雲林廣播電台     |
| 2007 （第42屆） | 《建築美樂地》／漢聲廣播電臺臺北總臺                   |
| 2007 （第42屆） | 《自然筆記》／國立教育廣播電臺臺北總臺                 |
| 2007 （第42屆） | 《典藏台灣文學作家－詩人系列》／財團法人中央廣播電臺   |
| 2007 （第42屆） | 《寶島全現場》／財團法人中央廣播電臺                   |
| 2007 （第42屆） | 《聽心靈在唱歌》／正聲廣播股份有限公司雲林廣播電臺     |
| 2008 （第43屆） | 《生活Life》／復興廣播電台                             |
| 2008 （第43屆） | 《文學之夜》／漢聲廣播電臺臺北總臺                     |
| 2008 （第43屆） | 《美在台南》／漢聲廣播電臺臺南臺                       |
| 2008 （第43屆） | 《童盟國－校園FANTASY》／國立教育廣播電臺花蓮分臺      |
| 2008 （第43屆） | 《聽心靈在唱歌》／正聲廣播股份有限公司雲林廣播電臺     |

### 教育文化節目獎（第44屆～至今）
| 年度 （屆數）   | 廣播作品                                                        |
| --------------- | --------------------------------------------------------------- |
| 2009 （第44屆） | 《台灣文化辭典》／財團法人中央廣播電臺                          |
| 2009 （第44屆） | 《左岸咖啡館－生命的音符》／國立教育廣播電臺花蓮分臺            |
| 2009 （第44屆） | 《世界夢想音樂廳》／國立教育廣播電臺                            |
| 2009 （第44屆） | 《技職出頭天》／中國廣播股份有限公司                            |
| 2009 （第44屆） | 《音樂浮世錄》／復興廣播電臺                                    |
| 2010 （第45屆） | 《生活PDA－後山鄉土記事》／國立教育廣播電臺臺東分臺             |
| 2010 （第45屆） | 《Formosa！美麗的海洋文化》／行政院農業委員會漁業署漁業廣播電臺 |
| 2010 （第45屆） | 《台灣文學作家系列》／財團法人中央廣播電臺                      |
| 2010 （第45屆） | 《城鄉記事》／高雄廣播電臺                                      |
| 2010 （第45屆） | 《音樂浮生錄》／復興廣播電臺                                    |
| 2011 （第46屆） | 《我愛鄧麗君》／漢聲廣播電臺臺北總臺                            |
| 2011 （第46屆） | 《空中鑑識現場》／內政部警政署警察廣播電臺新竹臺                |
| 2011 （第46屆） | 《聆聽他們的聲音》／正聲廣播股份有限公司臺北調頻廣播電臺        |
| 2011 （第46屆） | 《雲林好風情》／正聲廣播股份有限公司雲林廣播電臺                |
| 2011 （第46屆） | 《數字的幸福》／竹科廣播股份有限公司                            |
| 2012 （第47屆） | 《科科創意研究室》／漢聲廣播電臺臺北總臺                        |
| 2012 （第47屆） | 《印象南臺灣》／復興廣播電臺                                    |
| 2012 （第47屆） | 《台灣文學作家系列》／財團法人中央廣播電臺                      |
| 2012 （第47屆） | 《自然筆記》／國立教育廣播電臺                                  |
| 2012 （第47屆） | 《閱讀音樂》／財團法人台北勞工教育電台基金會                    |
| 2013 （第48屆） | 《老師不在教室》／內政部警政署警察廣播電臺總臺                  |
| 2013 （第48屆） | 《台灣文學作家系列》／財團法人中央廣播電臺                      |
| 2013 （第48屆） | 《自然筆記》／國立教育廣播電臺                                  |
| 2013 （第48屆） | 《數字的幸福》／竹科廣播股份有限公司                            |
| 2013 （第48屆） | 《戀戀台灣》／財團法人中央廣播電臺                              |
| 2014 （第49屆） | 《自然筆記》／國立教育廣播電臺臺東分臺                          |
| 2014 （第49屆） | 《台北國際資訊站》／財團法人中央廣播電臺                        |
| 2014 （第49屆） | 《臺灣文學作家系列》／財團法人中央廣播電臺                      |
| 2014 （第49屆） | 《衝出象牙塔》／內政部警政署警察廣播電臺總臺                    |
| 2014 （第49屆） | 《閱讀推手》／好家庭廣播股份有限公司                            |
| 2015 （第50屆） | 《臺灣文學作家系列》／財團法人中央廣播電臺                      |
| 2015 （第50屆） | 《二重奏》／漢聲廣播電臺臺北總臺                                |
| 2015 （第50屆） | 《大地和小徑》／高雄廣播電臺                                    |
| 2015 （第50屆） | 《幸福聯合國》／國立教育廣播電臺                                |
| 2015 （第50屆） | 《聰明法寶》／內政部警政署警察廣播電臺                          |
| 2016 （第51屆） | 《臺灣故事島》／臺北廣播電臺                                    |
| 2016 （第51屆） | 《方祖涵的運動筆記》／財團法人台北勞工教育電台基金會            |
| 2016 （第51屆） | 《自然筆記》／國立教育廣播電臺                                  |
| 2016 （第51屆） | 《幸福聯合國》／國立教育廣播電臺                                |
| 2016 （第51屆） | 《學生去哪兒》／內政部警政署警察廣播電臺                        |
| 2017 （第52屆） | 《方祖涵的運動筆記》／財團法人台北勞工教育電台基金會            |
| 2017 （第52屆） | 《自然筆記》／國立教育廣播電臺                                  |
| 2017 （第52屆） | 《誰在你身邊》／內政部警政署警察廣播電臺                        |
| 2017 （第52屆） | 《餘音鳥裊》／內政部警政署警察廣播電臺                          |
| 2017 （第52屆） | 《寶島記事簿》／國立教育廣播電臺                                |
| 2018 （第53屆） | 《老師老師，為什麼》／財團法人中央廣播電臺                      |
| 2018 （第53屆） | 《Lán-ê島嶼•lán-ê歷史》／財團法人中央廣播電臺                   |
| 2018 （第53屆） | 《台灣文化鹹酸甜》／曾文溪廣播電台股份有限公司                  |
| 2018 （第53屆） | 《謙言萬雨》／內政部警政署警察廣播電臺                          |
| 2018 （第53屆） | 《翻轉教育-大叔會客室》／全國廣播股份有限公司                   |
| 2019 （第54屆） | 《詩情也綿綿》／財團法人中央廣播電臺                            |
| 2019 （第54屆） | 《台中故事館》／大千廣播電台股份有限公司                        |
| 2019 （第54屆） | 《在地的聲音》／復興廣播電台                                    |
| 2019 （第54屆） | 《在轉角發現微光》／好家庭廣播股份有限公司                      |
| 2019 （第54屆） | 《幸福聯合國》／國立教育廣播電臺                                |
| 2020 （第55屆） | 《雁子飛過台三線》／財團法人客家公共傳播基金會                  |
| 2020 （第55屆） | 《自然筆記》／國立教育廣播電臺                                  |
| 2020 （第55屆） | 《森林美樂地》／漢聲廣播電臺                                    |
| 2020 （第55屆） | 《筆尖上孩提的奇幻之旅》／財團法人中央廣播電臺                  |
| 2020 （第55屆） | 《餘音鳥裊》／內政部警政署警察廣播電臺                          |
| 2021 （第56屆） | 《食在有意思》／內政部警政署警察廣播電臺                        |
| 2021 （第56屆） | 《自然筆記》／國立教育廣播電臺                                  |
| 2021 （第56屆） | 《媒體來做客》／國立教育廣播電臺                                |
| 2021 （第56屆） | 《樂活模範生》／正聲廣播股份有限公司                            |
| 2021 （第56屆） | 《稷下書聲》／內政部警政署警察廣播電臺                          |
| 2022 （第57屆） | 《Danny的市場肚》／環宇廣播事業股份有限公司                     |
| 2022 （第57屆） | 《自然筆記》／國立教育廣播電臺                                  |
| 2022 （第57屆） | 《傾聽海洋》／國立教育廣播電臺                                  |
| 2022 （第57屆） | 《當華陀遇上青天》／內政部警政署警察廣播電臺                    |
| 2022 （第57屆） | 《餘音鳥裊》／內政部警政署警察廣播電臺                          |
| 2023 （第58屆） | 《傾聽海洋》／國立教育廣播電臺                                  |
| 2023 （第58屆） | 《彼當陣．現此時》／高雄廣播電臺                                |
| 2023 （第58屆） | 《客莊花路米》／環宇廣播事業股份有限公司                        |
| 2023 （第58屆） | 《鳥瞰臺灣》／漢聲廣播電臺                                      |
| 2023 （第58屆） | 《極憲彤鄉會》／環宇廣播事業股份有限公司                        |
| 2024 （第59屆） | 《SORRY～沒有回程票喔！》／內政部警政署警察廣播電臺臺北分臺     |
| 2024 （第59屆） | 《客莊花路米》／環宇廣播事業股份有限公司                        |
| 2024 （第59屆） | 《島嶼共聲・傾聽台灣》／竹科廣播股份有限公司                    |
| 2024 （第59屆） | 《開箱聲音場館 Encore Echo》／財團法人中央廣播電臺              |
| 2024 （第59屆） | 《寶島新故鄉》／大千廣播電台股份有限公司                        |
| 2025 （第60屆） |                                                                 |
|                 |                                                                 |
|                 |                                                                 |
|                 |                                                                 |
|                 |                                                                 |

## 外部連結
- 廣播電視金鐘獎官方網站 （页面存档备份，存于）
- 歷屆廣播金鐘獎得獎入圍名單 （页面存档备份，存于），文化部影視及流行音樂產業局